# Siete pecados
Siete pecados o Sie7e pecados (en portugués: Sete pecados) es una telenovela brasileña, transmitida en el horario de las 19 horas que vino a sustituir a la telenovela de Carlos Lombardi, Pé na Jaca. La telenovela se estrenó el 18 de junio de 2007 y fue transmitida hasta el 15 de febrero de 2008, con un total de 208 capítulos.
Escrita por Walcyr Carrasco, con la colaboración de André Ryoki y Cláudia Souto, dirigida por Pedro Vasconcelos y Fred Mayrink, con la dirección general y de núcleo de Jorge Fernando.
Protagonizada por Priscila Fantin, Reynaldo Gianecchini, Carlos Casagrande, Giovanna Antonelli, Gabriela Duarte y Marcello Novaes, con las participaciones antagónicas de Samara Felippo, Cláudia Raia, Rosamaria Murtinho, Sidney Sampaio, Juan Alba, Marco Antonio Gimenez, Suely Franco, Cristiana Oliveira, Elizabeth Savalla y Mel Lisboa. Cuenta con las actuaciones estelares de Malvino Salvador, Cláudia Jiménez, Nívea Stelmann, Rodrigo Phavanello, y los primeros actores Paulo Betti, Ana Lúcia Torre, Ary Fontoura y Nicette Bruno.

## Sinopsis
Dicen que el pecado vive siempre cerca, cuando en realidad, vive dentro de cada uno de nosotros. Siendo así, entonces, ¿quién nunca pecó?
Con vanidad le presentamos “7 Pecados”, una comedia romántica, pero para nada inocente, sobre los errores más famosos de la humanidad: Envidia, Ira, Gula, Pereza, Avaricia, Soberbia y Lujuria. Una historia tan irresistible que basta comenzar a ver para ser seducido y cometer también un pecado: morir de envidia o de deseo de Beatriz, linda, rica y mimada, acostumbrada a tener los hombres y el mundo a sus, por cierto bien tratados, pies.
Sin embargo todo pecado necesita una gran virtud para existir. Aquí, esa virtud tiene nombre: Dante, un hombre felizmente casado y muy fiel, algo raro en los días de hoy, y de quien Beatriz, se enamora perdidamente. Para conquistar a este paradigma de virtud, Beatriz está dispuesta todo y un poco más, incluso a pedir ayuda a la misteriosa Agatha, una pésima influencia para cualquier persona, y para Beatriz entonces, peor aún. Agatha garantiza que el deseo de Beatriz se realizará si consigue que el virtuoso Dante cometa los “7 pecados”. Pero calma, mucha calma, porque no todo está perdido en esta trama. Custódia, una ángel de la guardia caída del cielo, surgirá con la misión casi imposible de salvar a Beatriz.
Así es “7 Pecados”. Los pecadores amarán y los santitos probarán. Si es errando que se aprende, sólo nos resta verla.

## Elenco

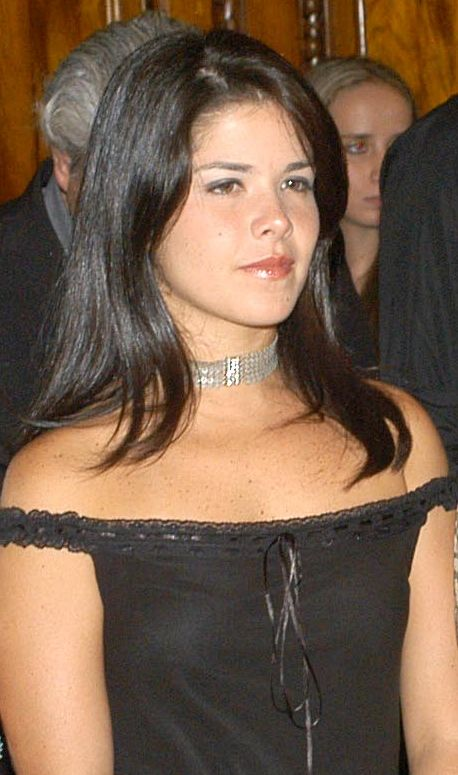
Samara Felippo fue la malvada simone.

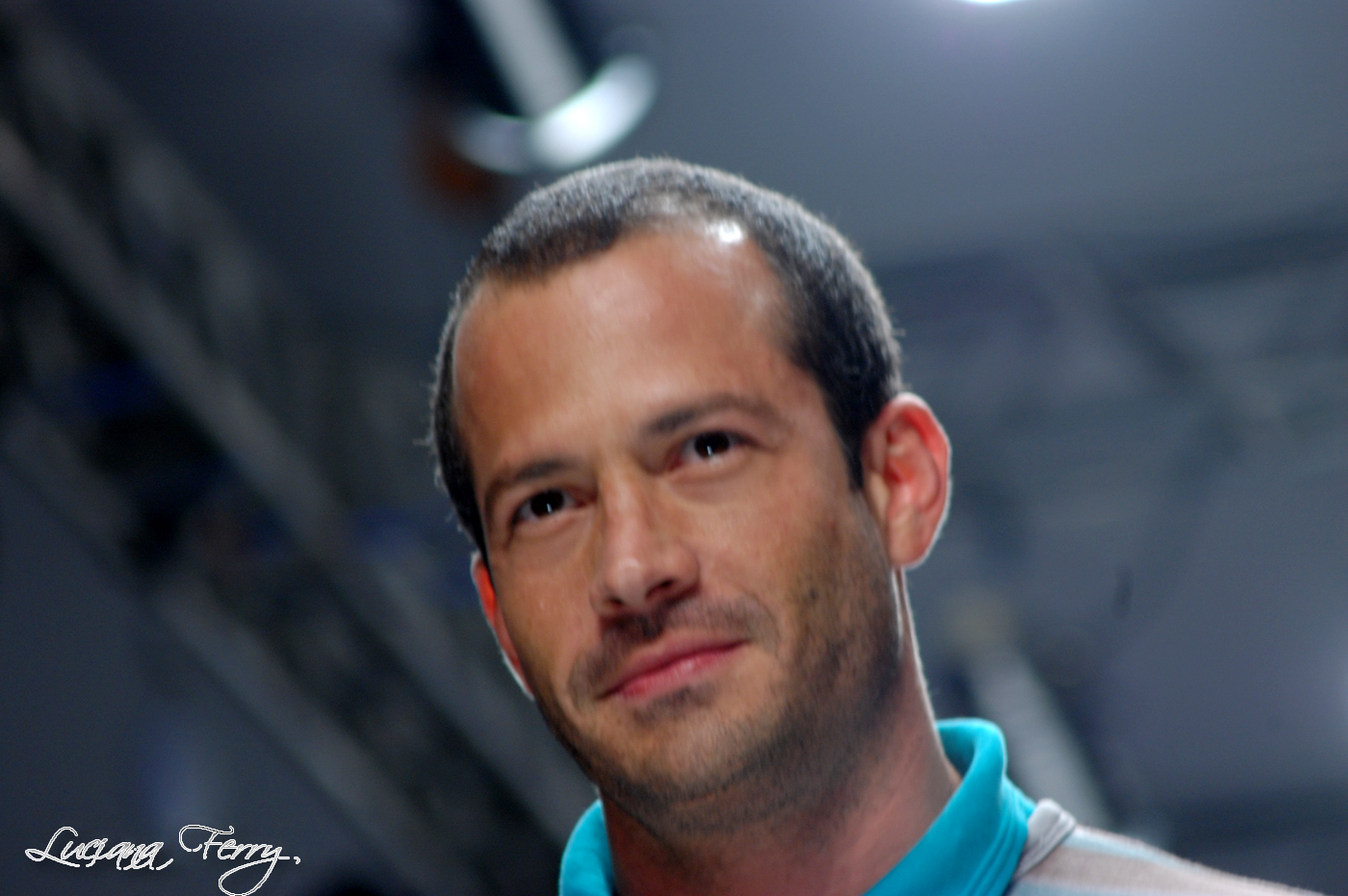
Malvino Salvador fue el luchador Regis.

| Actor/Actriz          | Personaje                                |
| --------------------- | ---------------------------------------- |
| Priscila Fantin       | Beatriz Ferraz Silvino                   |
| Reynaldo Gianecchini  | Dante Florentino                         |
| Giovanna Antonelli    | Clarice Florentino                       |
| Cláudia Raia          | Ágatha Trindade                          |
| Gabriela Duarte       | Míriam de Freitas                        |
| Marcello Novaes       | Vicente de Freitas                       |
| Elizabeth Savalla     | Rebeca Ferraz Silvino                    |
| Malvino Salvador      | Régis Florentino (Régis Marreta)         |
| Mel Lisboa            | Carla Ferraz                             |
| Maria Zilda Bethlem   | Cíntia                                   |
| Sidney Sampaio        | Pedro                                    |
| Cláudia Jiménez       | Custódia Celestina                       |
| Nívea Stelmann        | Elvira de Sousa Florentino               |
| Erik Marmo            | Arcanjo Gabriel                          |
| Ary Fontoura          | Romeu de Sant'anna                       |
| Cecília Dassi         | Estela Verona                            |
| Kayky Brito           | Xongas                                   |
| Márcia Cabrita        | Detective Eudóxia Fagundes               |
| Rosane Gofman         | Néia                                     |
| Suely Franco          | Agripina da Silva                        |
| Rodrigo Phavanello    | Adriano Verona                           |
| Rosamaria Murtinho    | Otília de Sant'anna                      |
| Rafael Zulu           | Leonardo                                 |
| Ricardo Duque         | Marcelo                                  |
| Samara Felippo        | Simone Duarte Lisboa                     |
| Paulo Betti           | Flávio Ferraz                            |
| Marina Ruy Barbosa    | Isabel Florentino                        |
| Cristiana Oliveira    | Dra. Margareth                           |
| Rosanne Mulholland    | Daniela Silvino                          |
| Odilon Wagner         | Anselmo Silvinno                         |
| Max Fercondini        | Aquiles                                  |
| Marisol Ribeiro       | Eliete                                   |
| John Herbert          | Schmidt                                  |
| Malu Valle            | Palma                                    |
| Marcelo Médici        | Antero / Zizi / Tião / Sheng Leng        |
| Nicette Bruno         | Julieta Alves Verona de Sant'anna (Juju) |
| Ailton Graça          | Barão                                    |
| Leilah Moreno         | Nalah                                    |
| Roberto Bataglin      | Teobaldo Verona                          |
| Flávio Migliaccio     | Nino de Souza                            |
| Isabel Fillardis      | Fátima                                   |
| Thalma de Freitas     | Berenice                                 |
| Duda Nagle            | Ariel                                    |
| Marco Antonio Giménez | Vítor                                    |
| Carla Diaz            | Gina                                     |
| Rafael Calomeni       | Hércules                                 |
| Ana Lúcia Torre       | Anja Guilhermina                         |
| Carlos Casagrande     | Investigador Amadeu                      |
| Ary França            | Profesor Lineu                           |
| Ilva Niño             | Marli                                    |
| Renata Castro Barbosa | Adalgisa                                 |
| Ilya São Paulo        | Elias                                    |
| Juan Alba             | Rodolfo Sant'anna                        |
| Darlan Cunha          | Sandro                                   |
| Lígia Cortez          | Amélia                                   |
| Wagner Santisteban    | Ulisses                                  |
| Abrahão Farc          | Silas                                    |
| Zé Victor Castiel     | Perseu                                   |
| Hilda Rebello         | Corina                                   |
| Henri Pagnoncelli     | Dr. Reginaldo                            |
| Victor Pecoraro       | Erlei                                    |
| Valéria Sândalo       | Minerva                                  |
| Rafael Ciani          | Danilo Verona                            |
| André Santinho        | Fred                                     |
| Sabrina Rosa          | Verônica Nascimento da Silva             |
| Sérgio Fonta          | Delegado Renato                          |
| Maria Carollina       | Raquel                                   |
| Wilson Rabello        | Jair                                     |
| Alexandro Malvão      | Maciel                                   |
| Bruno Kimura          | Shiro San                                |
| Bruno Pereira         | Edu                                      |
| Carina Porto          | Irene                                    |
| Julia Ruiz            | Márcia                                   |
| Juliana Poggi         | Janaína                                  |
| Rangel de Oliveira    | Policía Tito (Lesma)                     |
| Bruno Giordano        | Anderson                                 |
| Lupe Gigliotti        | Nair                                     |
| Íris Nascimento       | Tônia (Antônia Nascimento da Silva)      |
| Hélio Ribeiro         | Figueira                                 |
| Gaspar Filho          | Ed Tavares                               |
| Adilson Magah         | Evaristo                                 |
| Amanda Azevedo        | Benta Nascimento da Silva Freitas        |
| Tiago Salomone        | Laerte Florentino                        |
| Danielle Robles       | Dilma                                    |
| Gabriel Moura         | Moacyr                                   |

Los niños
| Actor       | Personaje       |
| ----------- | --------------- |
| Pedro Rossa | Dante (de niño) |

Introduciendo
| Actor        | Personaje |
| ------------ | --------- |
| Wanda Grandi | Tamires   |

### Elenco de apoyo
- Clarice Derzié Luz - Mãe de Xongas
- Jaime Leibovitch - Anjo
- Virginia Lane - Ex-vedette (amiga de Corina)
- Rubens Caribé - Decorador el club al comienzo
- Maurício Branco - Decorador del club
- Fátima Freire - Jueza
- Mário Cardoso - Davi
- Pietro Mário - Eurípedes
- Betty Erthal - Baronesa
- Susana Werner - Amiga de Elvira
- Guilherme Piva - Joílson
- André Delucca - Carlão
- Narjara Turetta - Doctora
- Jonas Torres - Francisco Florentino
- Ângela Leal - Edith
- Ada Chaseliov - Enamorada de Marcelo
- Mário Gomes - Amadeu
- Caco Baresi - Valdek - Hermano deMarcelo
- Popó - él mismo
- Diego Hypólito - él mismo
- Rô Santana - Zilda (mujer presa con Beatriz)
- Rômulo Medeiros - Policía
- Luma Antunes - Lilian
- Rafael Raposo - Peninha
- Ana Tereza - Valdirene

## Premios
Mejor Actriz Infantil (10º Premio Contigo)
- Amanda de Azevedo - Benta

Mejores del año 2007 (Domingão do Faustão)
- Mejor Actriz o Actor Mirim - Amanda Azevedo

Mejor Telenovela (Página do Dia)
- 2007 - Sie7e Pecados

## Versiones
- Datos: Q3286413